# Климчицкий, Георгий Иванович
Климчи́цкий Георгий Иванович (1885, Москва — 1942, Саратов) — выпускник Санкт-Петербургского института инженеров путей сообщения (1913), кандидат технических наук, профессор кафедры «Строительная механика» Саратовского автомобильно-дорожного института (1935—1942)

## Биография
Родился в 1885 году в Москве.
В 1913 г. с золотой медалью окончил Санкт-Петербургский институт инженеров путей сообщения. Трудовую деятельность начал на заводе.
С 1921 года начал заниматься педагогической деятельностью. Работал во многих вузах Саратова.
С 1923 по 1924 год работал на факультете путей сообщения в Саратовском государственном университете  заместителем декана факультета .
В 1925 году преподавал предмет «Статистика сооружений» в  Саратовском строительном техникуме. 
С 1924 по 1935 год работал в Саратовском институте сельского хозяйства  (Саратовском институте сельского хозяйства и мелиорации (Саргосисхим)). С 1924 по 1927 год руководил кафедрой «Строительная механика» на мелиоративном факультете , с 1934 по 1940 год руководил кафедрой «Сопротивление материалов».
Он создал и воспитал свою школу учеников, работавших впоследствии во многих институтах страны. Это С.М. Воздвиженский, И.П. Фадеев, А.А. Ойхер, Ф.П. Недорезов и другие ученые.

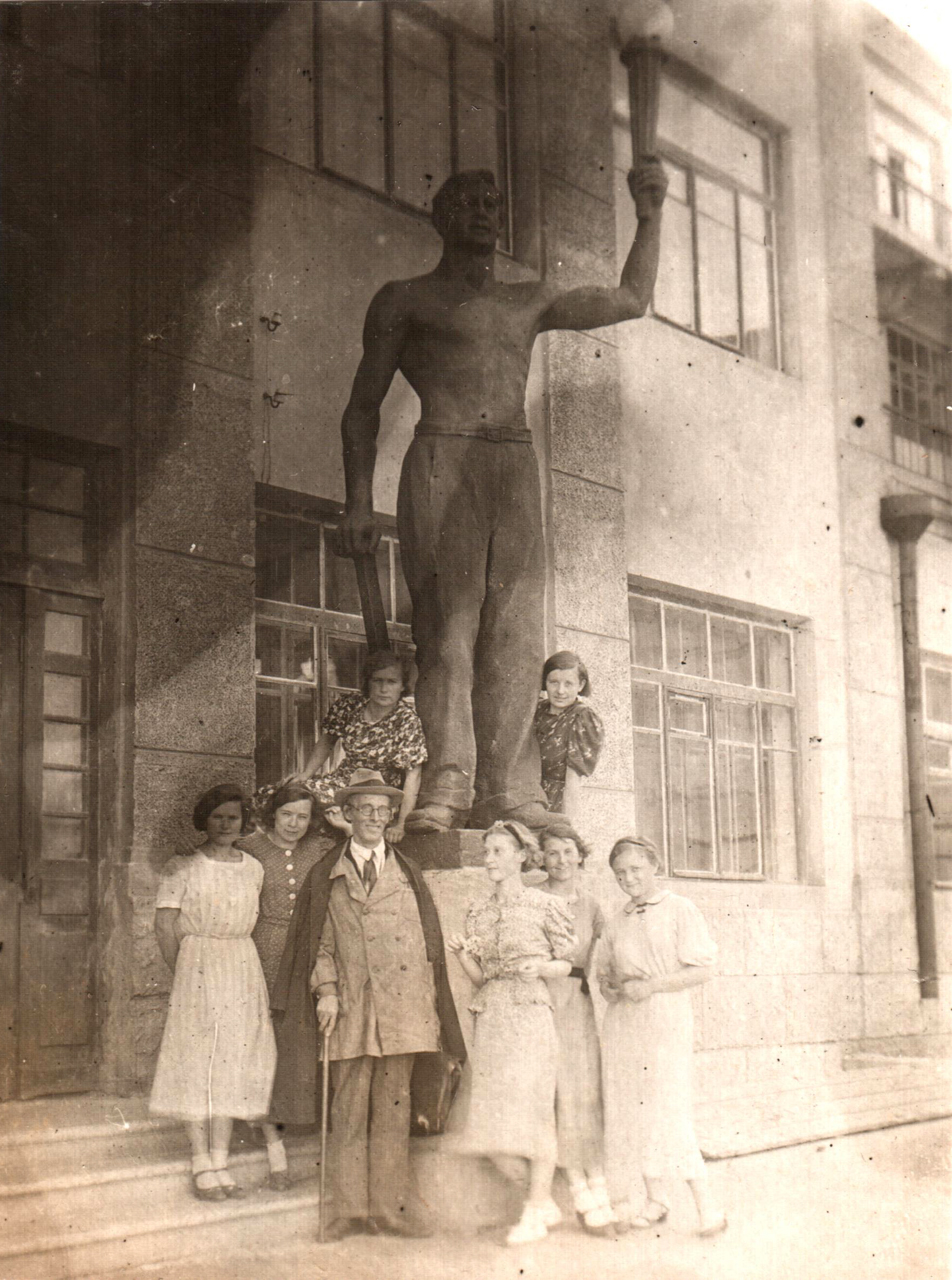
Г.И. Климчицкий со студентками САДИ у входа в институт. Саратов. 1930-е гг.

С 1935 года работал в Саратовском автомобильно-дорожном институте (САДИ) . В 1935—1936 гг. руководил кафедрой «Сопротивление материалов». В 1936 году организовал новую кафедру, и с 1936 по 1942 гг. руководил кафедрой «Строительная механика» . Проводил большую работу по укреплению кадров, определил стратегию учебного процесса на кафедре. Много было сделано для создания материально-технической и лабораторной базы кафедры.  С 1937 года по совместительству руководил также кафедрой «Мосты и трубы».
В 1935 г. Г. И. Климчицкому была присвоена ученая степень кандидата технических наук. В 1938 г. он был утвержден в ученом звании профессора .
В 1939 году входил в состав редакционной коллегии сборника № 3 «Труды Саратовского автомобильно-дорожного института им. В. М. Молотова» .
Скончался в 1942 году, похоронен на Воскресенском кладбище Саратова.
Инженерные проекты
- 2 проекта 30-саженных металлических мостов в Ленинградском порту
- Проект 150-саженного моста у Биржи через Неву с разводной частью
- Проект железобетонного моста через Глебов овраг (1925)

Научные труды
- Г.И.Климчицкий. О некоторых свойствах эллипса напряжений // Строительная промышленность, №9. — 1926.[2]
- Г.И.Климчицкий. Метод линейного параметра при определении давления грунта. — Саратов: Саратовский автодорожный институт, 1937. — 186 с.
- Г.И.Климчицкий. К вопросу о расчете колец упорных подшипников // Подшипник, №12. — 1938.
- Под редакцией И.И. Прокофьева, В.И. Каминкого, Г.И. Климчицкого, К.И. Штауба, К.П. Севрова, И.С. Ротенбурга. Труды Саратовского автомобильно-дорожного института им. В.М. Молотова. Сб.3. — Саратов: Саратовское областное государственное издательство, 1939. [9]
- Г.И.Климчицкий. К вопросу об изменении по высоте подпорной стенки распора грунта и его напряжения на нагрузке в виде одного или системы сосредоточенных грузов// Труды Саратовского автомобильно-дорожного института. Сб. 4. — Саратов, 1938.
- Г.И.Климчицкий. Заметка о построении следа скольжения при определении давления грунта// Труды Саратовского автомобильно-дорожного института. Сб. 5. — Саратов, 1939. [11]
- Г.И.Климчицкий. Об одном свойстве линий влияния для опорных моментов статически неопределимых балок на жестких опорах // Труды Саратовского автомобильно-дорожного института. Сб. 5. — Саратов, 1939.